# The Whitest Boy Alive
The Whitest Boy Alive è un gruppo indie tedesco, formatosi a Berlino nel 2003 dal cantante norvegese Erlend Øye, in attività fino al 2014. Riformatosi due volte poi nel 2017 e nel 2019

## Storia

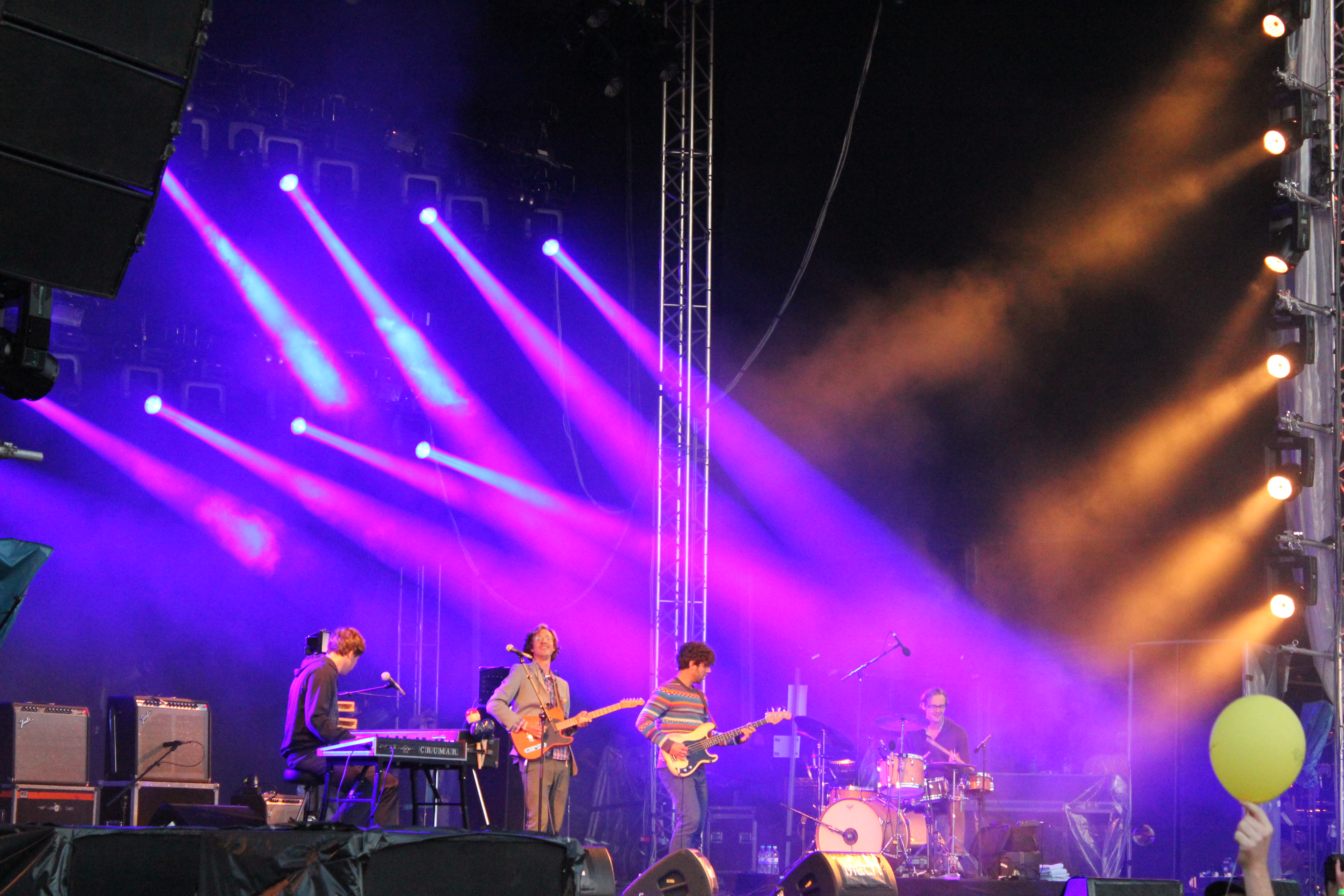
The Whitest Boy Alive, in concerto in Germania nel 2012

Il progetto, nato inizialmente come side project di musica elettronica dance, trova le sue origini a Berlino nel 2003, dall'incontro di Erlend Øye (che è anche parte del duo acustico norvegese Kings of Convenience) e Marcin Oz. I due iniziano con l'esibirsi due volte a settimana al Cafè Moscow, un techno-club in cui propongono al pubblico musica basata su sintetizzatori e batteria elettronica.
In seguito all'incontro con Sebastian Mashat e Daniel Nentwig, il gruppo realizza Dreams, il primo CD. In promozione di esso, la band si esibisce live in festival e locali ogni qual volta se ne presenti l'occasione.
Verso la fine del 2007 la collaborazione con Daniel Nentwig diventa definitiva (in Dreams il batterista offre il proprio contributo solo in due tracce) e i quattro decidono di partire per il Messico, con lo scopo di mettere insieme le nuove idee nate nell'arco del loro periodo di attività. 
Il prodotto di questo lavoro è Rules, il secondo CD studio della band. Inciso nel 2009, di tutte le tracce solo una risulta essere stata interamente composta in Messico (Keep A Secret). Il singolo 1517 è stato inserito nel videogioco FIFA 10.
Complice anche la diffusione dei brani via internet attraverso i blog musicali, il gruppo acquista popolarità e seguito e si esibisce in Europa ed in America, collimando la propria attività con gli impegni di Erlend Øye assieme ai Kings of Convenience.
La band ha inoltre fondato una propria casa discografica, la Bubbles, che si occupa del merchandising ufficiale nonché della distribuzione di Rules tramite vendita online.
Nel mese di giugno 2014 la band ha annunciato il proprio scioglimento sul sito ufficiale e sulla propria pagina Facebook.

## Formazione
- Erlend Øye - voce, chitarra
- Marcin Oz - basso
- Sebastian Maschat - batteria
- Daniel Nentwig - tastiera e sintetizzatore

## Strumentazione
- Fender Rhodes
- Sintetizzatore Crumar

## Discografia parziale

### Album in studio
- 2006 - Dreams
- 2009 - Rules

### Singoli
- 2006 - Golden Cage
- 2006 - Burning
- 2009 - 1517
- 2020 - Serious